# 马尔温·奥万多
马尔温·奥万多（西班牙語：Marvin Obando，1960年4月4日—），哥斯达黎加男子足球运动员，司职后卫。他曾代表哥斯达黎加国家队参加1990年国际足联世界杯，结果队伍止步十六强赛。